# 奇蹟締造者
《奇蹟締造者》（英語：Miracle Workers）是一部美國喜劇類電視劇，第一季改編自幽默作家西蒙·里奇的2012年小說《What in God's Name》，第二季改編自短篇小說《Revolution》。本劇由西蒙·里奇創作，主演是丹尼爾·域卡夫、史提夫·布斯美、潔芮汀·薇思瓦納森、喬恩·巴斯、卡蘭·索尼、Sasha Compère和路利·阿德弗佩。2019年5月，TBS續訂第二季，副標題為《黑暗紀元》（Dark Ages），於2020年1月28日播放。2020年8月，續訂第三季，副標題為《俄勒岡小徑》（Oregon Trail），於2021年7月13日播放。2021年11月，續訂第四季，副標題為《末世之日》（End Times），於2023年7月10日播放。2023年11月，本劇在第四季後被取消。

## 劇情簡介

### 第一季
第1季故事講述一位負責處理所有人類禱告的低級天使Craig，以及最近從泥土部調來的Eliza。他們的老闆——上帝，因為他的愛好而擅離職守。Craig和Eliza為了阻止地球毀滅，必須完成他們目前為止最不可能的奇蹟。本季改編自里奇的小說《What in God's Name》

### 第二季
第2季設定在歐洲黑暗時代，改編自里奇的短篇小說《Revolution》。

### 第三季
牧師Ezekiel Brown帶領著他那垂死、遭受飢荒的小鎮，前往俄勒岡小徑上尋求更好的生活，並收留了臭名昭著的歹徒Benny the Teen作為開路人。

## 演員

### 主要
- 丹尼爾·域卡夫 飾 Craig Bog（第1季）/ Chauncley the Pretty Cool王子（第2季）
- 史提夫·布斯美 飾 上帝（第1季）/ 鏟屎人Edward Murphy（第2季）
- 潔芮汀·薇思瓦納森 飾 Eliza Hunter（第1季）/ 鏟屎人Alexandra（第2季）
- 喬恩·巴斯 飾 Sam（第1季）/ 鏟屎人Mikey（第2季）
- 卡蘭·索尼 飾 Sanjay Prince（第1季）/ Chris Vexler勛爵（第2季）
- Sasha Compère 飾 Laura（第1季）
- 路利·阿德弗佩（英语：Lolly Adefope） 飾 Rosie（第1季）/ Maggie（第2季）
- 彼得·塞拉菲諾威茨（英语：Peter Serafinowicz） 飾 Cragnoor the Heartless皇帝（第2季）

### 客串
- 約翰·保羅·雷諾斯（英语：John Paul Reynolds） 飾 Mason
- 安吉拉·金賽（英语：Angela Kinsey） 飾 Gail
- 提姆·麥道斯（英语：Tim Meadows） 飾 Dave Shelby
- 克里斯·帕內爾 飾 上帝的父親
- 趙牡丹 飾 上帝的母親
- 泰塔斯·伯傑斯（英语：Tituss Burgess） 飾 上帝的兄弟

## 集數
| 集數 | 標題      | 導演            | 編劇                           | 首播日期      | 美國收視人數 （百萬） |
| ---- | --------- | --------------- | ------------------------------ | ------------- | --------------------- |
| 1    | "2 Weeks" | 喬馬·塔昆       | 西蒙·里奇                      | 2019年2月12日 | 1.20                  |
| 2    | "13 Days" | 喬馬·塔昆       | Cirocco Dunlap                 | 2019年2月19日 | 待定                  |
| 3    | "12 Days" | Ryan Case       | 傑夫·洛夫尼斯                  | 2019年2月26日 | 待定                  |
| 4    | "6 Days"  | Ryan Case       | 希瑟·安妮·坎貝爾               | 2019年3月5日  | 待定                  |
| 5    | "3 Days"  | Maurice Marable | Mitra Jouhari、Gary Richardson | 2019年3月12日 | 待定                  |
| 6    | "1 Day"   | Dan Schimpf     | Lucas Gardner                  | 2019年3月19日 | 待定                  |
| 7    | "1 Hour"  | Maurice Marable | Dan Mirk                       | 2019年3月26日 | 待定                  |

## 播放

海報

2018年12月4日，TBS宣布本劇會在2019年2月12日首播。2019年2月8日，TBS在他們的官方YouTube頻道上播放第1集。

## 外部連結
- 官方网站
- 互联网电影数据库（IMDb）上《奇蹟締造者》的资料（英文）